# Paul Buckmaster
Paul Buckmaster (13. června 1946 – 7. listopadu 2017) byl anglický violoncellista, dirigent a aranžér. Narodil se v Londýně a na violoncello začal hrát ve svých čtyřech letech. Později absolvoval Royal Academy of Music. Počátkem sedmdesátých let spolupracoval s Eltonem Johnem. Během své kariéry spolupracoval s mnoha dalšími hudebníky, mezi něž patří například Kevin Ayers, Miles Davis, David Bowie, Mick Farren a skupiny Deep Purple a Caravan. Rovněž se věnoval skládání filmové hudby.